# Friedrich Brakemeier
Friedrich Brakemeier (* 13. Juni 1943 in Lemgo) ist ein deutscher Kommunalpolitiker (SPD) und war von 1989 bis 2004 Bürgermeister der Stadt Detmold.

## Leben
Friedrich Brakemeier wurde am 13. Juni 1943 in Lemgo geboren und wuchs in Humfeld auf. Sein Vater war Bürgermeister der Gemeinde und Abgeordneter des Kreistages Lemgo. Das Interesse an Kommunalpolitik färbte auf Friedrich Brakemeier ab und er trat nach dem Abitur am Engelbert-Kaempfer-Gymnasium 1964 der SPD bei. Er studierte Jura in Göttingen und Hamburg und schloss 1971 mit dem Ersten Staatsexamen ab. Im gleichen Jahr heiratete er und zog mit seiner Frau nach Detmold. Das Zweite Staatsexamen erlangte er 1974 in Düsseldorf. Danach war Brakemeier bis 1995 als Richter am Amtsgericht Blomberg tätig.
Vom 19. Oktober 1989 bis zum 31. Mai 1995 war Friedrich Brakemeier ehrenamtlicher Bürgermeister von Detmold, anschließend bis zur Kommunalwahl 2004 hauptamtlicher Bürgermeister. Nachfolger wurde sein Parteigenosse Rainer Heller.
Von 2004 bis 2016 war Brakemeier Vorsitzender des Lippischen Heimatbundes.
Friedrich Brakemeier hat im Jahr 2020 das Verdienstkreuz am Bande erhalten.

## Quelle
- Vorstellung der beiden Kandidaten für das Amt des Vorsitzenden. In: Heimatland Lippe. Nr. 5/6, 2004, ISSN 0017-9787, S. 105–106.